# Palatul Széchenyi din Timișoara

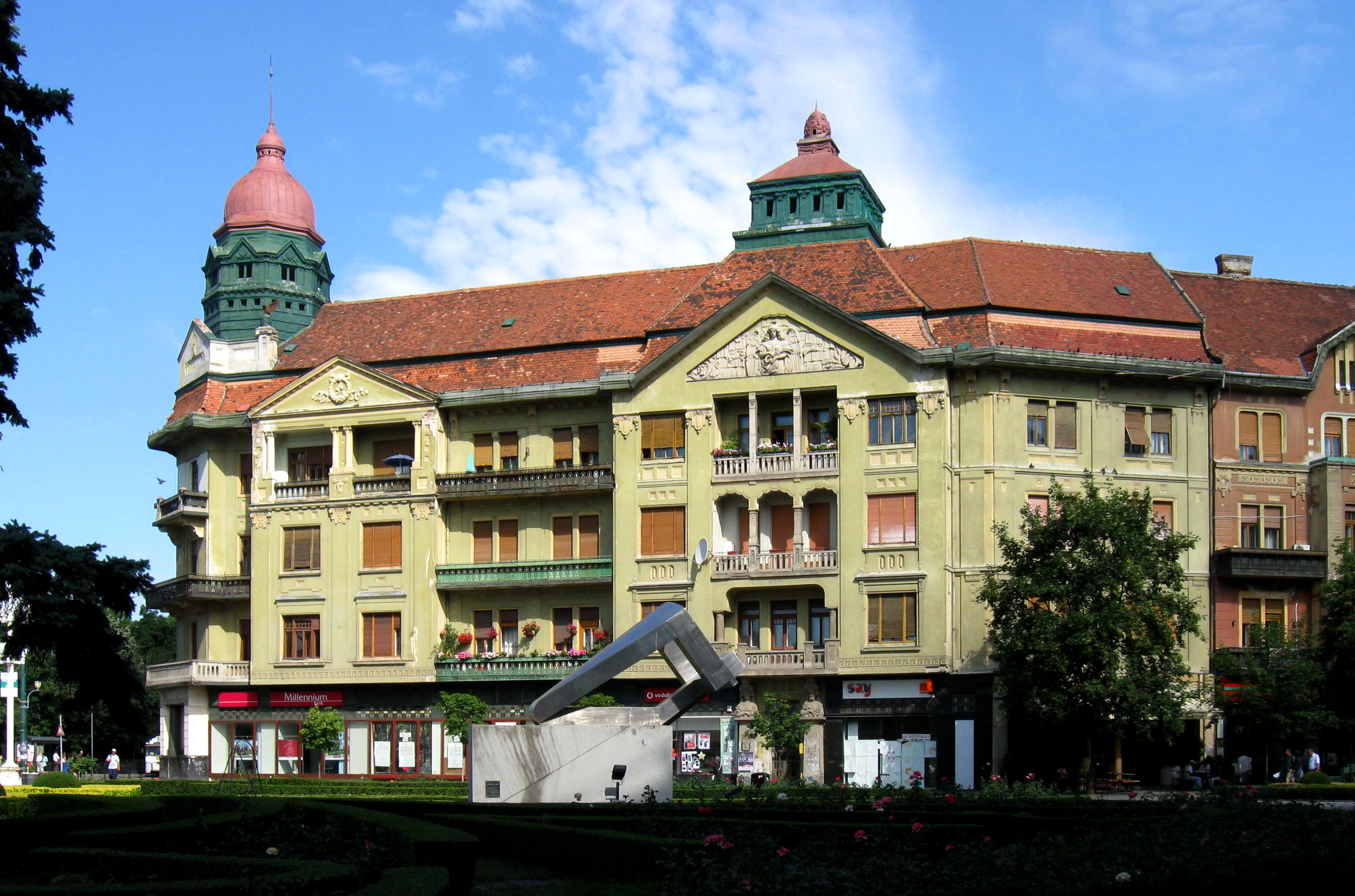
Palatul Széchényi

Palatul Széchenyi este o clădire istorică din centrul Timișoarei, în Piața Victoriei, construită între 1900–1914 de Societatea Széchenyi Rt. (în română Széchenyi SA), după planurile arhitectului László Székely. Se află pe partea de piață denumită „Corso”.